# 線翼鏟鼻鯰
線翼鏟鼻鯰（學名：Listrura nematopteryx），為輻鰭魚綱鯰形目毛鼻鯰科的其中一種。分布於南美洲巴西Estrela河、Picinguaba河流域，體長可達3.7公分，棲息在底層水域，生活習性不明。